# Prime Video
Pour les articles homonymes, voir Prime.
Prime Video (Amazon Prime Video, anciennement commercialisé sous les noms Amazon Instant Video et Amazon Video on Demand) est un service de vidéo à la demande créé par Amazon et présent dans de nombreux pays. Concurrent de Netflix, il propose des films, des séries et émissions de télévision à la location ou à l'achat. Les titres sélectionnés sont offerts gratuitement aux clients qui ont un abonnement Amazon Prime, un geste commercial qui a irrité certains consommateurs du Royaume-Uni où il a été vendu avec une augmentation non négociable de 61 % du prix de l'abonnement. Comme ses concurrents, Amazon a recherché une quantité d'offres exclusives pour différencier son service.

## Histoire
Le 14 décembre 2016, le service est lancé dans plusieurs pays dont le Canada, la France, la Belgique, en Espagne et en Italie.
Avant le 30 novembre 2016 au Canada, la plupart des séries originales se retrouvaient sur le service Shomi.
En mai 2021, Amazon achète Metro-Goldwyn-Mayer (MGM) pour 8,45 milliards de dollars. Dans le catalogue du studio hollywoodien comprenant 4000 titres, figurent notamment les 25 films de la saga cinématographique James Bond.
Le 12 janvier 2023, Amazon (Prime Video) et Warner Bros. Discovery (HBO) annoncent le lancement du "Pass Warner", un contrat de distribution entre les deux groupes réservé au marché français. Concrètement, Prime Video propose à partir du 16 mars 2023, le "Pass Warner" en option payante (9,99 € par mois) pour avoir accès aux contenus de HBO et à douze chaînes du groupe Warner Bros. Discovery (CNN, Eurosport, Warner TV…). D'après Variety, le contrat entre les deux groupes est valable jusqu'à fin 2024.
En mai 2023, le groupe annonce qu'il va vendre une partie de son catalogue à Netflix et Disney+.

## Présentation
Amazon Prime Video est divisé en quatre catégories :
- Prime Video (VOD par abonnement, SVOD) ;
- Buy Video (achat VOD, TVOD-EST) ;
- Rent Video (location VOD, TVOD-DTR) ;
- Video Direct (partage de vidéo, de type YouTube)[7].

## Compatibilité
Amazon Video est disponible sur de nombreux appareils compatibles. Cela comprend un certain nombre de téléviseurs intelligents et lecteurs Blu-ray de 2010 aux plus récents des modèles Samsung et LG, ainsi que les consoles comme la PlayStation 3, PlayStation 4, Playstation 5, la Xbox 360, Xbox One, Xbox Series S, Xbox Series X, la Wii, Wii U, les PC et les appareils mobiles comme l'iPhone, iPad, les téléphones, tablettes et télévisions connectées Android.
Le service est également disponible à travers des dispositifs de streaming tels que Roku, Apple TV (4e génération et ultérieur) Amazon Fire TV, ou encore en France via certaines box opérateur (Décodeur TV 4 et UHD d’orange, Bbox Miami de Bouygues, Freebox Delta et Freebox Pop de free).
L'application Amazon Video pour les appareils iOS est compatible avec Apple TV via AirPlay, et avec le Chromecast pour les appareils Android et iOS.

## Qualité vidéo
Selon le périphérique, Amazon prend en charge le streaming jusqu'à 2160p (UHD) avec 5.1 Dolby Digital ou Dolby Digital Plus. Pour les titres qui sont disponibles à l'achat (et non inclus dans l'abonnement Prime Video), l'option HD est souvent proposée à un prix supplémentaire. Amazon supporte aussi le streaming en High Dynamic Range (HDR), d'abord avec son contenu original.

## Chaînes
Le 15 octobre 2019, Amazon annonce le lancement de Prime Video Channels en France, proposant aux abonnés Prime de souscrire à des chaînes de télévision et services de SVOD supplémentaires.

## Productions originales
Amazon Studios a pour sa part produit plusieurs programmes originaux diffusées sur Amazon Video depuis 2013.

### Séries originales
Amazon met en ligne ses pilotes à ses abonnés afin de susciter l'intérêt, puis Amazon commande le reste de la série.

#### Séries en cours
- Goliath[9] (depuis 2016)
- Mme Maisel, femme fabuleuse (dramédie, depuis 2017)[10]
- Tom Clancy's Jack Ryan (depuis le 31 août 2018)
- Homecoming (depuis le 2 novembre 2018)
- Hanna (depuis le 3 février 2019)
- The Boys (depuis le 26 juillet 2019)
- The Expanse (SF, depuis le 16 décembre 2020)
- Le Griffon (depuis le 26 mai 2023)
- The Underground Railroad (depuis le 14 mai 2021)
- La Roue du Temps (fantasy, depuis le 19 novembre 2021)
- Totems (série française, depuis le 18 février 2022)
- Le Seigneur des anneaux : Les Anneaux de pouvoir (fantasy, depuis le 2 septembre 2022)
- Mr. et Mrs. Smith (espionnage, 2024)
- Nudes (drame, 2024)
- Fallout (science-fiction)
- Culte (drame, 2024)
- Cross (policier, 2024)
- On Call (policier, 2025)
- Countdown (policier, 2025)
- Ballard (policier, 2025)

#### Comédie
- Modern Love (depuis le 18 octobre 2019)
- A League of their own (depuis le 12 août 2022)
- Deadloch (depuis le 2 juin 2023)

#### Documentaire
- Chiara Ferragni - Unposted (2019)
- 2025 : F*ckin' Fred : Comme un Léopard (faux documentaire) de Clément Cotentin

#### Séries terminées
- Alpha House (2013-2014)
- American Patriot (Patriot) (drama, 2015-2018)[11]
- Les Aventures de Rocky et Bullwinkle (The Adventures of Rocky and Bullwinkle) (animation, 2018-2019)
- Betas (2013-2014)
- Comrade Detective (en) (2017)
- Crisis in Six Scenes (2016)
- Deutschland 86 (2018)
- Forever (2018)
- La Galaxie d'art (Creative Galaxy) (enfants, 2013-2019)
- Good Girls Revolt (2015-2016)
- Normal Street (Gortimer Gibbon's Life on Normal Street (en), 2014-2016)
- Harry Bosch (Bosch)[12] (2014-2021)
- Hand of God[13] (2014-2017)
- L'Île aux feuilles (Tumble Leaf) (animation, 2014-2019)
- I Love Dick (en) (2016-2017)[14],[15]
- Jean-Claude Van Johnson (2016-2017)[14],[15]
- Kung Fu Panda : Les Pattes du destin (animation, 2018-2019)[16]
- Le Dernier Seigneur (The Last Tycoon) (2016-2017)
- Le Maître du Haut Château (The Man in the High Castle) (science-fiction, 2015-2019)[17]
- Mad Dogs (en) (2015–2016)
- Moi, Christiane F. (drame, 2021)
- Mozart in the Jungle (2014-2018)
- Mythes et Croyances (Lore) (horreur, 2017-2018)[18]
- Niko et L'épée de Lumière (Niko and the Sword of Light) (animation, 2015-2019)
- One Mississippi (en) (comédie)[19],[15]
- Panic (2021)
- Le Pays des vœux (Wishenpoof! (en)) (enfants, 2014-2019)
- Philip K. Dick's Electric Dreams (anthologie, 2017-2018)[20]
- Prisme (série télévisée) (2022)
- Red Oaks (2014–2017)
- The Idolmaster KR (en) (drama coréen, 2017)
- The Expanse (science-fiction/drama, 2015-2022)
- The Kicks (en) (2015-2016)
- The Romanoffs (anthologie, 2018)[21]
- Sneaky Pete[22] (2015-2019)
- The Tick [14] (2017-2019)
- Too Old to Die Young (drama/art house, 2019)[23]
- Transparent (sitcom, 2014-2019)[17]
- You Are Wanted (thriller allemand, 2017-2018)[24]
- Z : Là où tout commence (Z: The Beginning of Everything)[25] (2015-2017)

#### Annoncés
- 2026 : Carrie
- Highston (sitcom)[26]
- Untitled David O. Russell Mafia series (drame)[27]
- Buckaroo Banzai (sitcom SF)[28]
- God of War (action-aventure)[29]
- The Departed (drame)[30]
- Great Men (drame)[31]
- Tremors (SF horreur)[32]
- Voltaire, mixte (série française)[réf. souhaitée]
- The Bondsman

#### Distribution internationale
Amazon achète les droits de première diffusion à l'international de séries pour son service de SVOD « Prime Video ».

### Émissions
- 2016 : The Grand Tour (18 novembre)
- 2020 : Love Island France (télé-réalité)
- 2021- : LOL : qui rit, sort ! (humour)
- 2024 : Popstars (télé-realité)

### Films
Amazon Prime Video possède des accords avec Sony Pictures pour des films comme Pixels ou SOS Fantômes et Universal Pictures pour des films comme Jurassic Park ou Retour vers le futur. Paramount Pictures est aussi présent avec son catalogue riche de films comme les Indiana Jones ainsi que le mini studio New Regency propriétaire de Fight Club ou Jumper.
- 2015 : Chi-Raq de Spike Lee
- 2019 : Guava Island de Hiro Murai
- 2019 : Kill Chain avec Nicolas Cage
- 2020 : Borat, nouvelle mission filmée (ou Borat 2) avec Sacha Baron Cohen
- 2020 : Connectés de Romuald Boulanger
- 2021 : The Tomorrow War de Chris McKay
- 2021 : Haters de Stéphane Marelli
- 2021 : Invasion (Encounter) de Michael Pearce
- 2023 : Medellín de Franck Gastambide
- 2023 : Un stupéfiant Noël ! d'Arthur Sanigou
- 2024 : Numéro 10 de David Diane
- 2024 : La Vierge rouge de Paula Ortiz

## Sports
Amazon Prime possède les droits pour la NFL aux États-Unis , le championnat d'Angleterre, pour le football et des lots de droit pour la Ligue des champions de football européenne en Allemagne et en Italie pour la période 2021-2024.

### En France

#### Droits de diffusion
Amazon est détenteur de certains droits de diffusion du Tournoi de tennis de Roland-Garros (les matchs du Court Simonne-Mathieu ainsi que la Night Session) entre 2021 et 2027.
Amazon obtient également les droits de la Ligue 1 (8 matchs) et de la Ligue 2 (8 matchs) pour la période 2021-2024.
- Tournoi de Roland-Garros (les matchs du Court Simonne-Mathieu et les séances de nuit)
- Ligue 1 (8 à 9 matchs par journée dont les 10 meilleurs matches de la saison et les multiplex des 19e, 37e et 38e journées pour la période 2021-2024)
- Ligue 2 (8 matchs par journée pour la période 2021-2024) à partir de la 11e journée
- Trophée des champions (2021-2024)

#### Consultants
Consultants Tennis
- Marion Bartoli
- Fabrice Santoro
- Arnaud Clément
- Pauline Parmentier
- Séverine Beltrame
- Tatiana Golovin
- Guy Forget

Consultants Football
- Benoît Cheyrou
- Thierry Henry
- Mathieu Bodmer
- Ludovic Obraniak
- Ludovic Giuly
- Corine Petit
- Édouard Cissé
- Pascal Dupraz
- Vitorino Hilton
- Dominique Arribagé
- Benjamin Nivet
- Jérôme Alonzo
- Johan Micoud
- Cris